# Pselnophorus albitarsellus
Pselnophorus albitarsellus är en fjärilsart som beskrevs av Walsingham 1900. Pselnophorus albitarsellus ingår i släktet Pselnophorus och familjen fjädermott. Inga underarter finns listade i Catalogue of Life.